# Нік Зупанчич
Нік Зупанчич (словен. Nik Zupančič; нар. 3 жовтня 1968 у м. Любляна, Югославія) — словенський хокеїст, центральний нападник.
Вихованець хокейної школи «Олімпія» (Любляна). Виступав за «Олімпія» (Любляна), «Медвешчак» (Загреб), ХК «Блед», ФЕУ «Фельдкірх», ЮІП (Ювяскюля), ХК «Тімро», ХК «Єсеніце», ХК «Дорнбірн», ХК «Лустенау», ХК «Цельтвег».
У складі національної збірної Югославії учасник чемпіонату світу 1991 (група B). У складі молодіжної збірної Югославії учасник чемпіонату світу 1988 (група B). У складі національної збірної Словенії учасник чемпіонатів світу 1993 (група C), 1994 (група C), 1995 (група C), 1996 (група C), 1997 (група C), 1999 (група B), 2000 (група B), 2001 (дивізіон I), 2002 і 2004 (дивізіон I).
Чемпіон Словенії (1995, 1996, 2001). Чемпіон Австрії (1998). Чемпіон Євроліги (1998). Чемпіон Альпенліги (1998, 1999).